# 黑背臼齒麗鯛
黑背臼齒麗鯛為輻鰭魚綱鱸形目隆頭魚亞目慈鯛科的其中一種，分布於非洲馬拉威湖流域，為特有種，棲息深度15-18公尺，體長可以達26公分，棲息在沙底質水域，以小魚、腹足類、軟體動物等為食，生活習性不明，可以作為觀賞魚。

## 擴展閱讀
維基物種上的相關：黑背臼齒麗鯛